# PI3K Gamma
Каталитическая субъединица γ фосфатидилинозитол-4,5-бисфосфат-3-киназы (PI3K gamma, p110γ) — единственная известная каталитическая субъединица фосфатидилинозитол-3-киназ класса IB. Эта субъединица образует комплексы с несколькими регуляторными белками, но чаще всего с p101. Считается, что чаще всего в качестве субстрата этой киназы выступает фосфатидилинозитол-4,5-бисфосфат (англ. PtdIns(4,5)P2, PI(4,5)P2). p110γ фосфорилирует этот субстрат по положению 3 с образованием фосфатидилинозитол-3,4,5-трисфосфата (англ. PtdIns(3,4,5)P3, PI(3,4,5)P3), который является важным вторичным посредником в ряде сигнальных путей.

## Открытие и структура гена
ДНК кодирующая p110γ, была впервые клонирована в 1995 году. Позднее было показано, что соответствующий ген PIK3CG располагается в локусе 7q22, имеет размер примерно 37 тысяч пар оснований и содержит 10 экзонов.

## Функции
p110γ активируется мембранным рецепторами, связанными с G-белками, и синтезирует PI(3,4,5)P3, который, в свою очередь, активирует белки нескольких функциональных классов. Следующая за этими событиями каскадная реакция передачи сигнала обеспечивает контроль клеточного роста, пролиферации, выживания, подвижности и морфологии.